# Touget
Touget település Franciaországban, Gers megyében. Lakosainak száma 501 fő (2022. január 1.). Touget Escornebœuf, Mauvezin, Saint-Germier, Sainte-Marie, Saint-Orens és Sirac községekkel határos.

## Népesség
A település népessége az elmúlt években az alábbi módon változott:
| Lakosok száma | 389  | 321  | 312  | 458  | 518  | 518  | 512  | 507  | 503  | 501  |
|               | 1968 | 1982 | 1990 | 2006 | 2013 | 2015 | 2017 | 2019 | 2020 | 2022 |